# Anne-Marie Vogler
Anne-Marie Vogler (* 7. Juni 1892 in Altona; † 30. Mai 1983 in Hamburg) war eine deutsche Bildhauerin und Grafikerin.

## Leben und Wirken
Anne-Marie Vogler wurde in eine renommierte großbürgerliche Kaufmannsfamilie geboren. Sie hatte einen Bruder namens Fritz, dessen Geigenspiel sie auf dem Klavier begleitet und mit dem sie eine gemeinsame Karriere als Musikerin plante. Als ihr Bruder während des Ersten Weltkriegs 1916 an der Somme starb, entschloss sie, bildende Künstlerin zu werden. Von 1916 bis 1918 studierte sie an der Kunstgewerbeschule Hamburg in der grafischen Klasse von Carl Otto Czeschka, der ihr nahelegte, mit Elfenbein zu arbeiten. 
In der Inflation nach Kriegsende wurden aus Elfenbein gefertigte Kunstwerke nur schwer verkäuflich. Vogler besuchte daher von 1922 bis 1922 die Handwerker- und Kunstgewerbe in Altona und lernte bei Holzbildhauer August Henneberger. Zum Wintersemester 1925/26 wechselte sie an die Königliche Kunstgewerbeschule München und besuchte Kurse von Karl Killer. Im Wintersemester 1926/27 ging sie an die Akademie der Bildenden Künste München, wo sie ebenfalls unter der Leitung von Killer Architektur und Christliche Kunst studierte. 1929 eröffnete Vogler ein eigenes Atelier in Berlin und lernte bei Georg Kolbe, der sie stark beeinflusste. 1931 ging sie zurück nach Hamburg, reiste für einen längeren Zeitraum zu Studienzwecken nach Florenz und eröffnete anschließend ein Atelier am Mittelweg in ihrer Geburtsstadt. Hier hatte sie in den Folgejahren einen großen Freundeskreis von geistig interessierten Menschen. Dazu gehörten Maler wie Anita Rée, Gretchen Wohlwill, Fritz Kronenberg und Karl Kluth, die Bildhauer Hans Martin Ruwoldt und Karl August Ohrt und die Schauspielerin Maria Wimmer. Neben diesen Künstlern zählten Senatsdirektor Hans Stock und dessen Ehefrau Gabriele, der Verleger Henry Goverts, die Schriftsteller Horst Lange und Peter Gan, der Altphilologe Bruno Snell und der Chirurg Paul Sudeck zu den befreundeten Personen.
Während der Zeit des Nationalsozialismus schloss sich Anne-Marie Vogler einer Widerstandsgruppe von Felix Jud an.
Anne-Marie Vogler starb 1983 in Hamburg. Sie wurde im Bereich der Familiengrabstätte Vogler auf dem Ohlsdorfer Friedhof im Planquadrat M 24 gegenüber dem Wasserturm an der Cordesallee, beigesetzt. Ihre Relief-Grabplatte, die Karl August Ohrt schuf, befindet sich seit August 2019 im Garten der Frauen.

## Werke
Anne-Marie Vogler arbeitete mit vielfältigen Materialien und Techniken. Sie erstellte Zeichnungen, Schnitte aus Holz und Linoleum und Reliefs. Außerdem fertigte sie Plastiken aus Gips, Holz, Stein, Bronze und Metall. Auch Plaketten und Porträtbüsten gehören zu den von ihr erstellten Kunstwerken.
- Werke im „öffentlichen Raum“ (Auswahl):
  - Relief Sommerruhe, 1952, im Rosengarten von Planten un Blomen, Hamburg[2]
  - Hochrelief Flötenspieler, 1954, Hamburg-Altona-Nord[3]
  - Lebensgroße Vollplastik Mutter und Kind, 1959, Schule Dockenhuden, Hamburg-Blankenese
  - Marmor/Bronze–Trinkbrunnen, 1960, Hauptbahnhof-Süd
  - Die Hilfe, 1963, Henny-Schütz-Allee, am Haus 29 der Asklepios Klinik Nord (Standort Ochsenzoll), Hamburg-Langenhorn

Das Kunsthaus Hamburg zeigte 1978 im Rahmen einer Einzelausstellung Werke Anne-Marie Voglers.

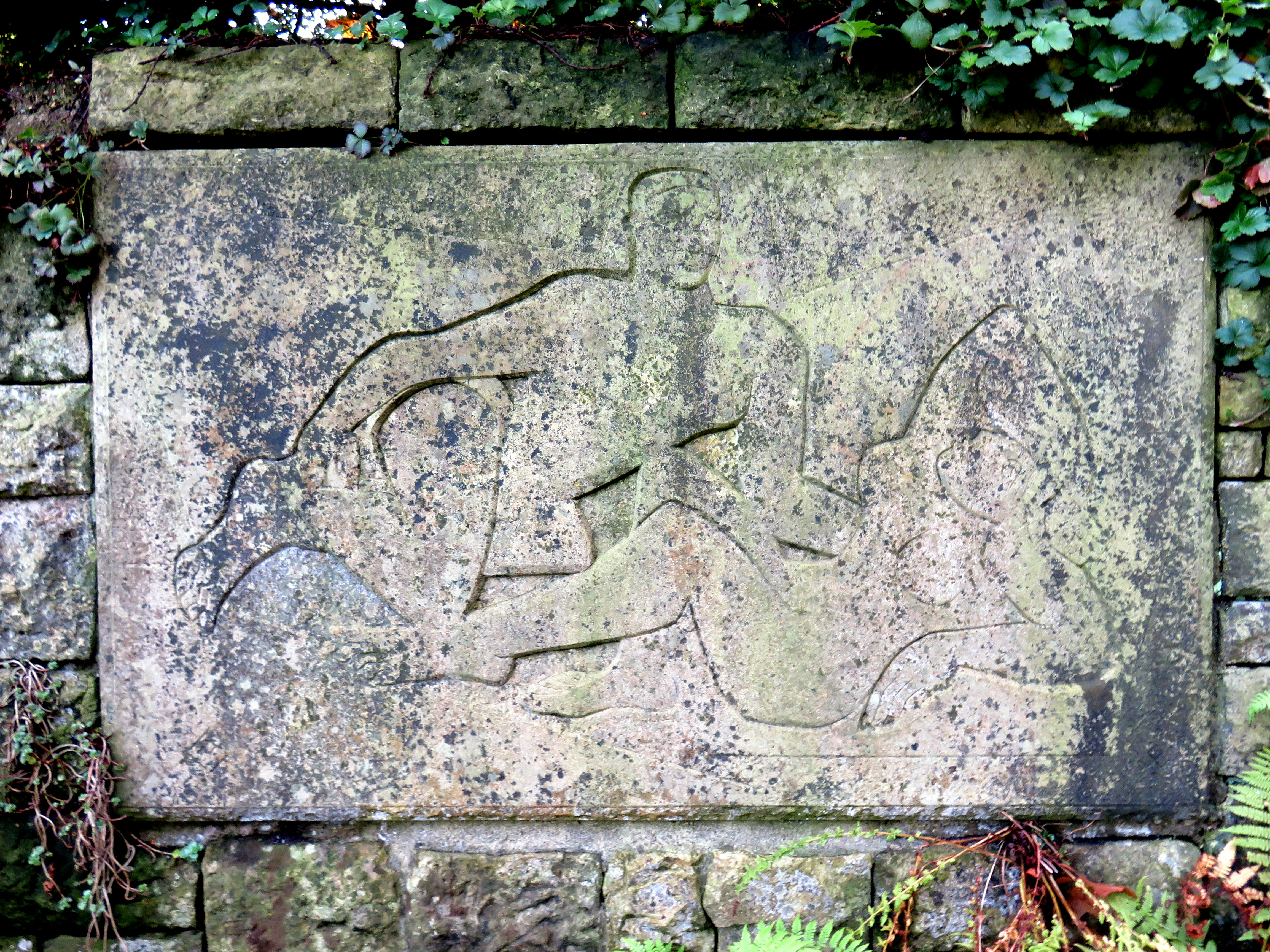
Sommerruhe, Rosengarten, Planten un Blomen, Hamburg
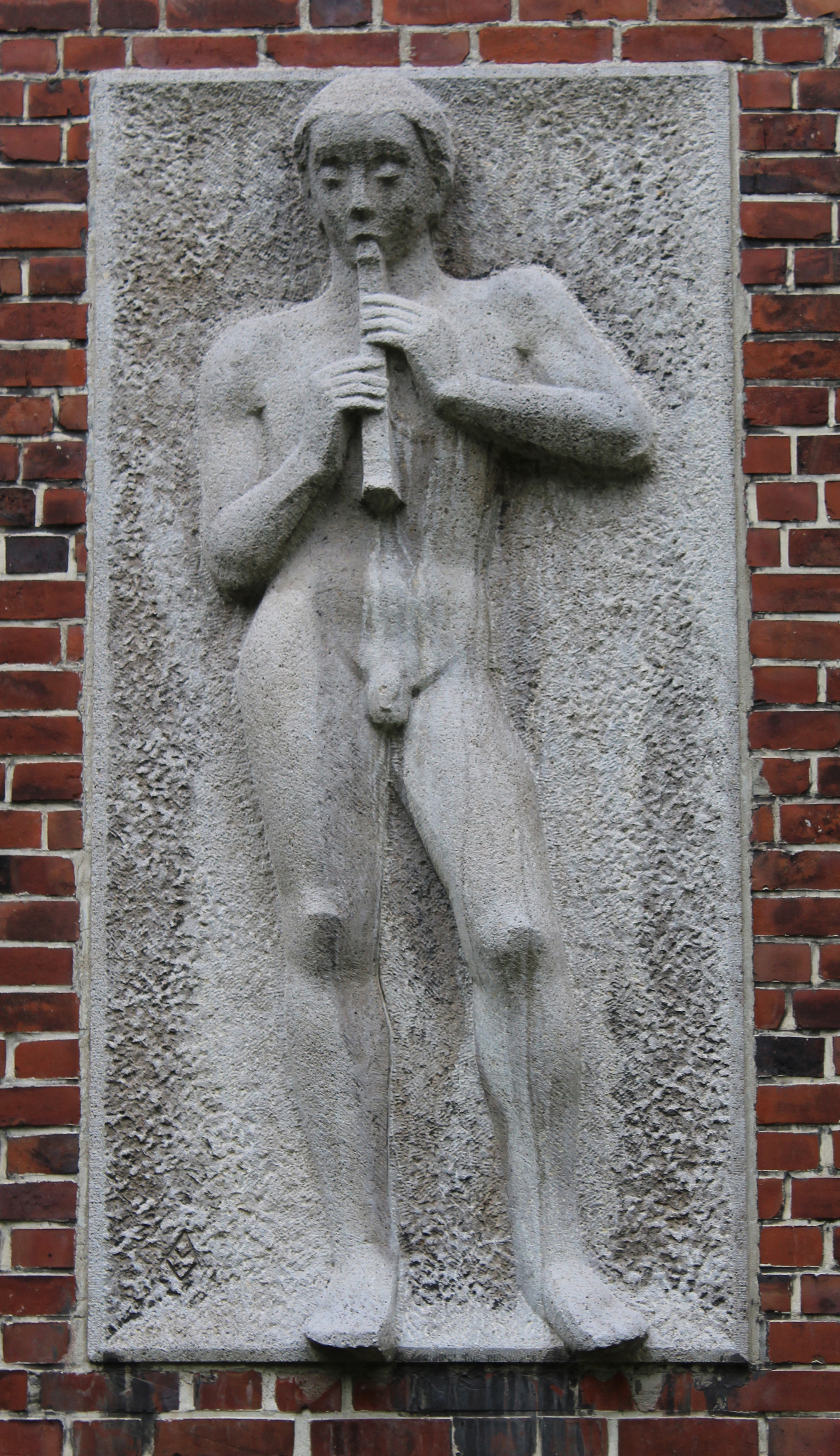
Flötenspieler, Hamburg-Altona-Nord
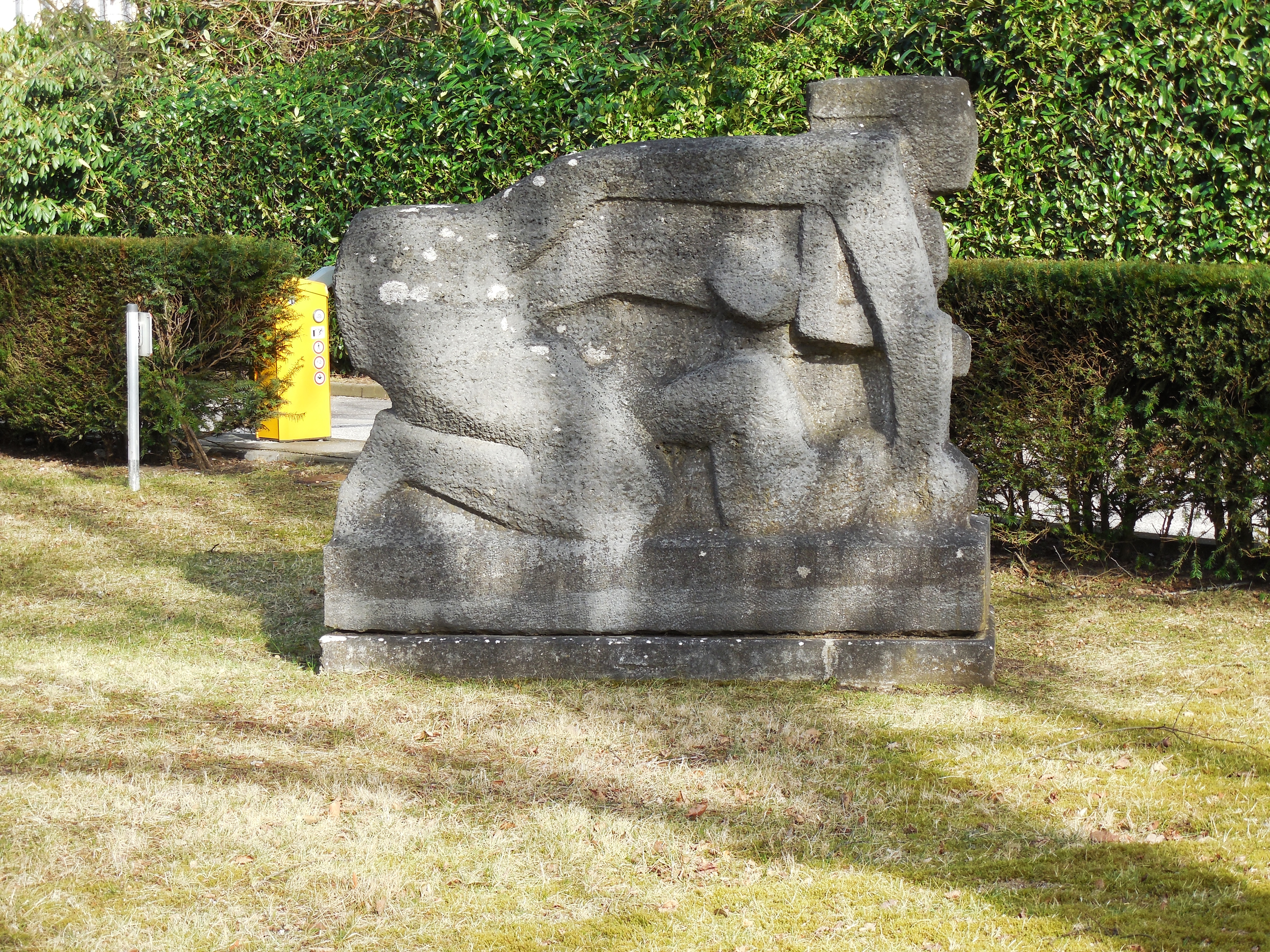
Die Hilfe, Klinik Ochsenzoll, Hamburg-Langenhorn
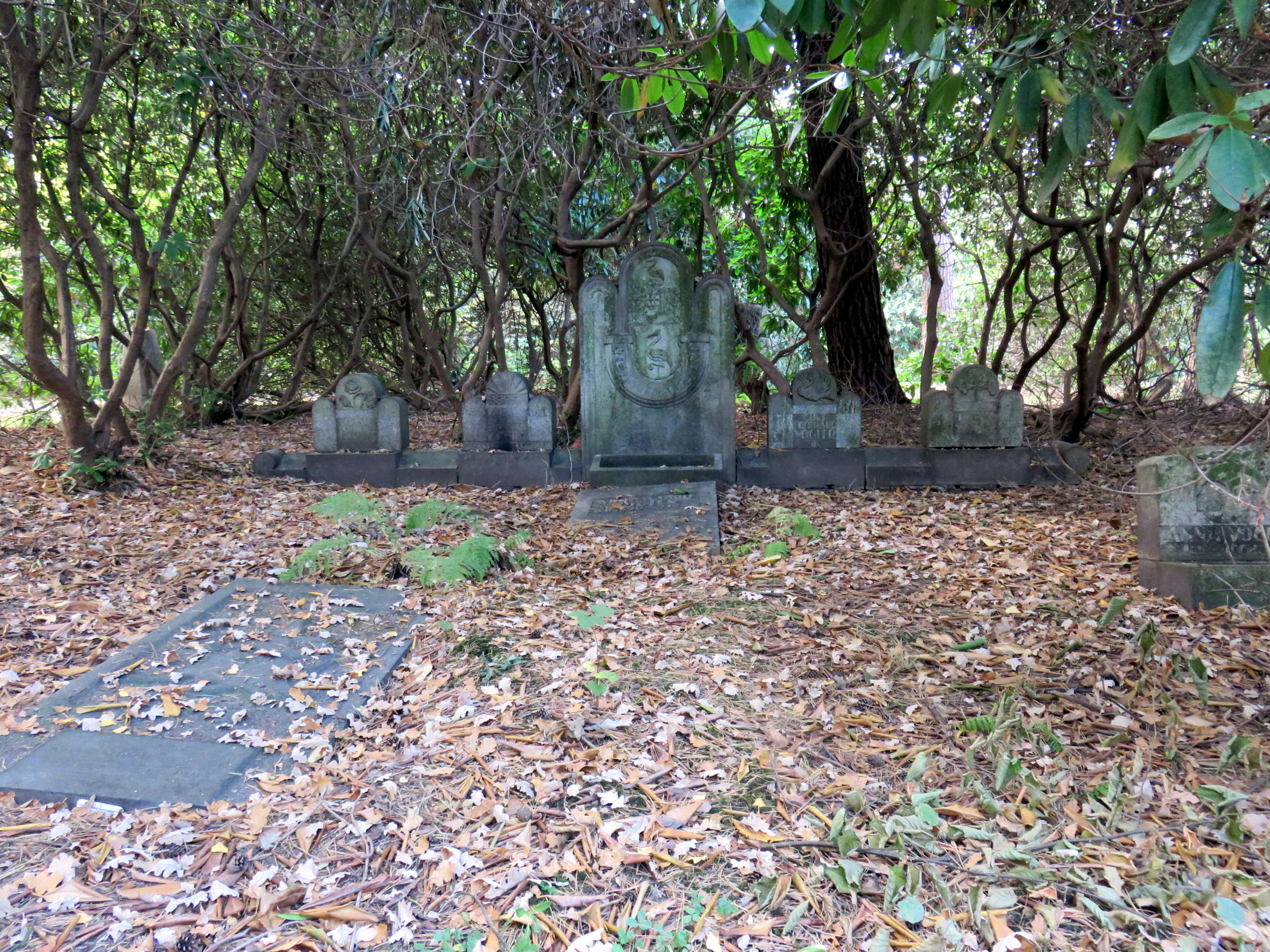
Grabplatte A.–M. Vogler, Familiengrab
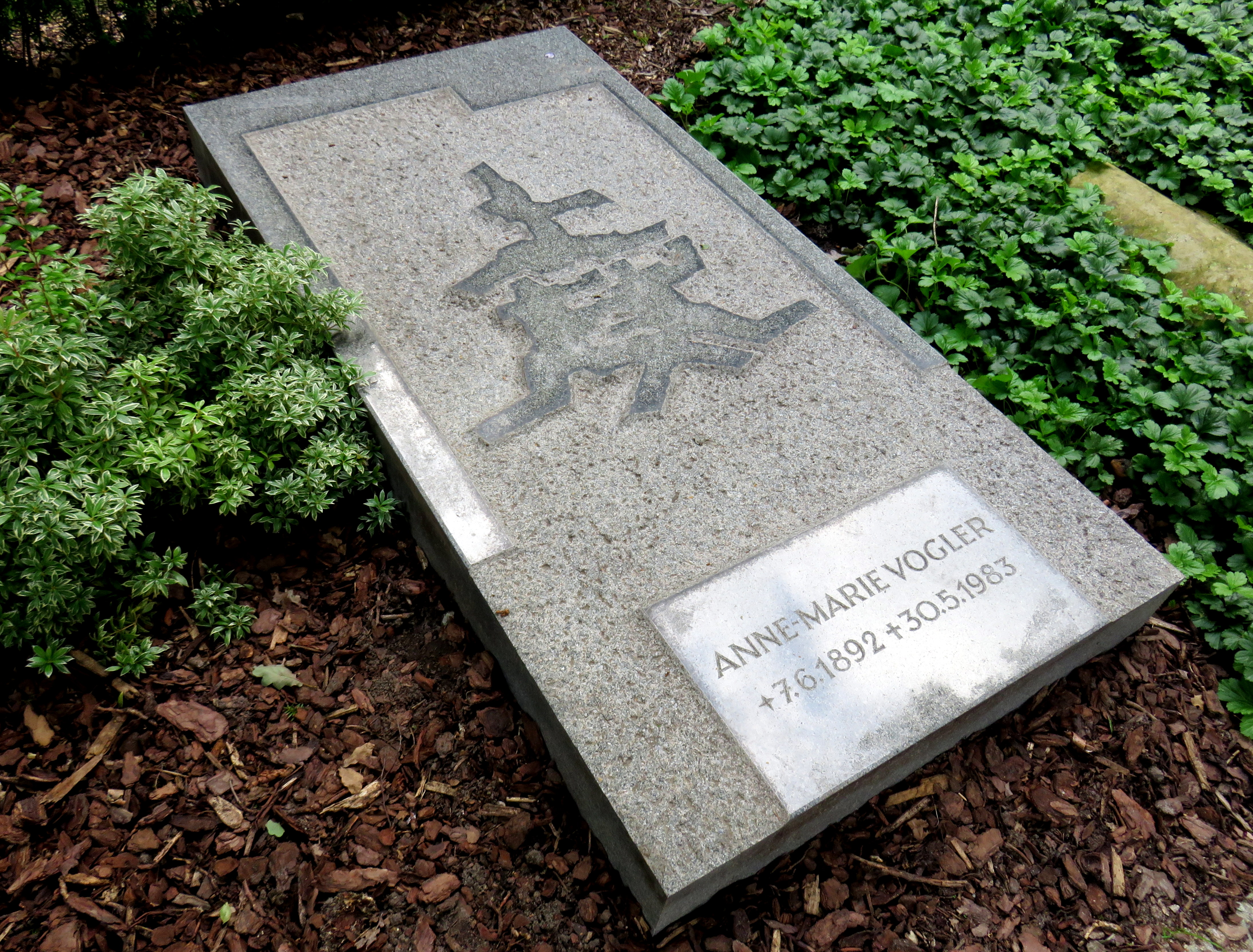
Grabplatte A.–M. Vogler, Garten der Frauen